# Bonifaz Sellinger

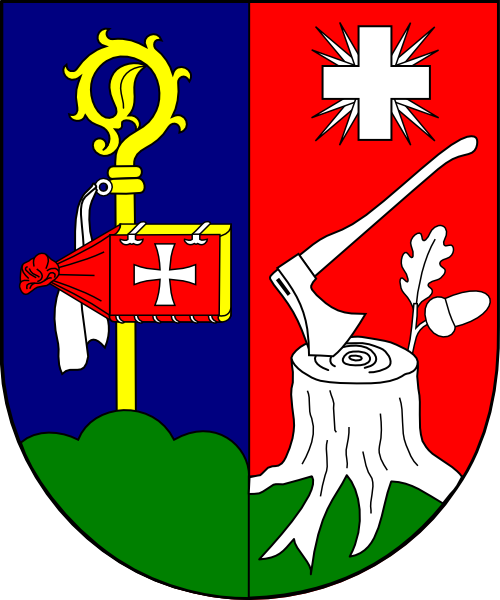
Wappen des Abtes Bonifaz Sellinger

Bonifaz Sellinger OSB (* als Friedrich Sellinger am 2. August 1912 in Wien; † 10. März 2002 ebenda) war ein österreichischer Benediktiner. Er war von 1966 bis 1988 Abt des Wiener Schottenstiftes.

## Leben
Nach dem Besuch des Wiener Schottengymnasiums trat Sellinger 1932 in die Schottenabtei ein, wo er den Ordensnamen Bonifaz annahm. Nach seiner einfachen Profess 1933 studierte er Theologie, zunächst am Benediktinerkolleg Sant’Anselmo in Rom, dann an der Katholisch-Theologischen Fakultät der Universität Wien. Nach seiner Priesterweihe 1938 war er Kooperator in den Pfarren Schottenfeld und Gumpendorf. Wie mehrere seiner Mitbrüder wurde er 1940 zur Wehrmacht eingezogen und als Sanitäter eingesetzt; von 1944 bis 1947 war er in sowjetischer Kriegsgefangenschaft.
Nach seiner Heimkehr studierte Sellinger an der Universität Wien Deutsch und Russisch und legte 1953 die Lehramtsprüfung für diese Fächer ab. Von 1954 bis 1971 unterrichtete er am Schottengymnasium, daneben war er zunächst Kooperator in Stammersdorf und ab 1957 Pfarrer in Enzersfeld. Nach dem Tod Hermann Peichls wurde Sellinger am 11. Mai 1966 zum Abt des Schottenstiftes gewählt; die Abtsbenediktion empfing er vom Wiener Erzbischof Franz Kardinal König. Sein Wahlspruch lautete „Procedamus in pace“. Von 1974 bis 1988 war er auch Erster Vorsitzender der Österreichischen Superiorenkonferenz.
Sellingers Hauptaugenmerk galt zunächst der Umsetzung der Impulse des Zweiten Vatikanischen Konzils für das Ordensleben. Baulich setzte er Akzente durch die Eröffnung der Romanischen Kapelle in der Schottenkirche, den Umbau des Schottenkellers, der Gaststätte beim Kloster, sowie die Aufstockung des Gymnasialgebäudes. Unter seiner Regierung wurden auch das Benediktushaus, das Gästehaus des Stiftes, eröffnet und die Wirtschaftsbetriebe des Klosters in Breitenlee umgestellt.
Nachdem er 1982 bei Erreichen der Altersgrenze als Abt wiedergewählt worden war, resignierte Sellinger 1988 endgültig. Zu seinem Nachfolger wurde Heinrich Ferenczy gewählt. Ab 1992 bis zu seinem Tod 2002 war Sellinger Senior des Schottenkonvents.

## Ehrungen und Auszeichnungen
- Großes Silbernen Ehrenzeichens für Verdienste um die Republik Österreich (1978)
- Goldenes Ehrenzeichen für Verdienste um das Land Wien (1978)